# 白馬八方温泉
白馬八方温泉（はくばはっぽうおんせん）は、長野県北安曇郡白馬村にある温泉。

## 泉質
- アルカリ性単純温泉

アルカリ度の高さで有名で、従来より公称されているpH11.3は都幾川温泉や飯山温泉と並ぶ高さである。また、2006年（平成18年）の分析ではpH値は11.5とさらに上がっており、これは前述の温泉地2か所よりも高い数値（日本一）である。

## 温泉街

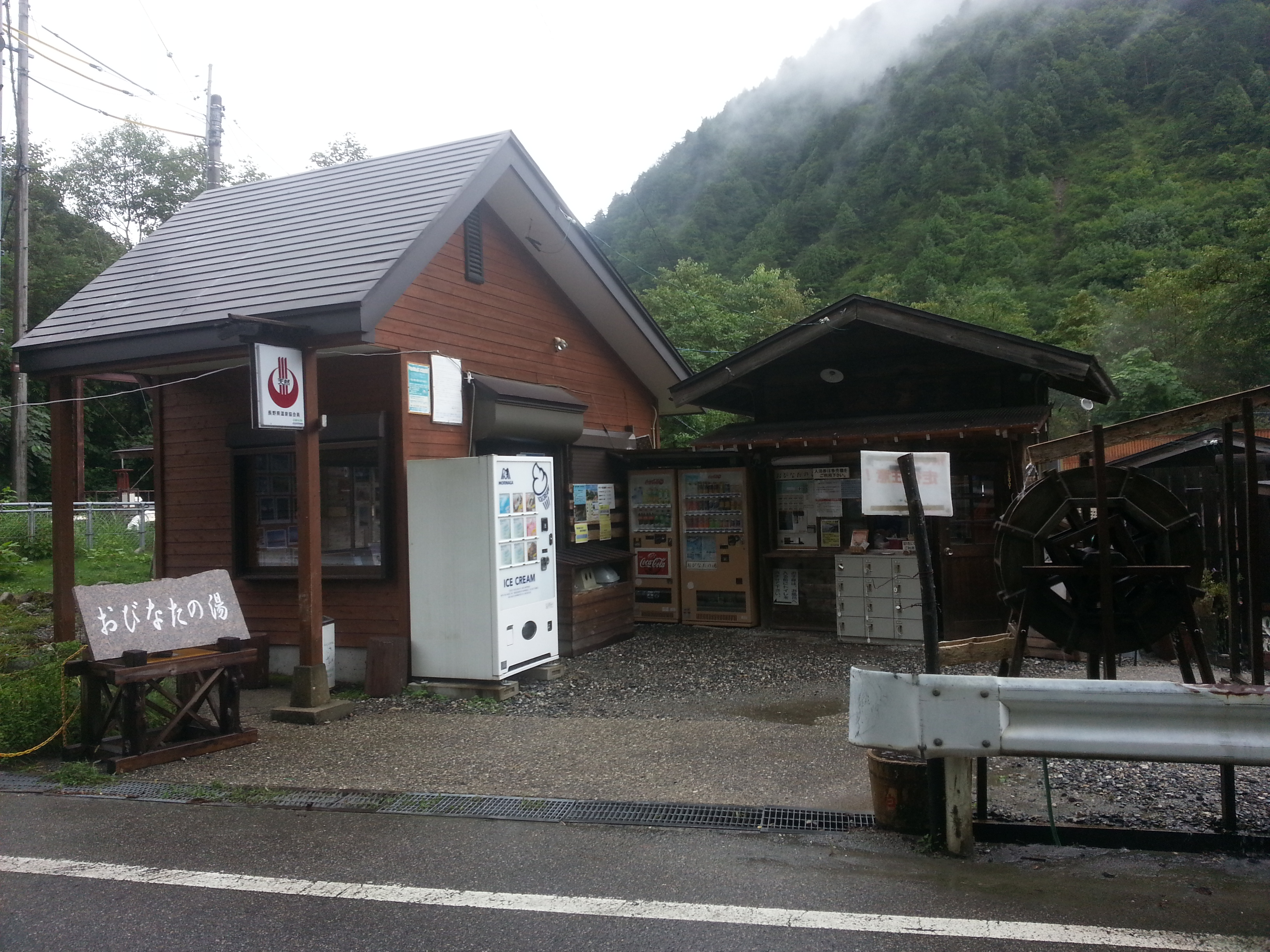
おびなたの湯の外観

白馬駅前、北アルプス側に温泉街が広がっており、また周囲にはスキー場が多く存在する。
温泉街には以下の4軒の共同浴場がある。
- 八方の湯
  - 交通：白馬駅より路線バス八方ターミナル行（またはジャンプ競技場行）で約5分、八方ターミナル下車。

- 郷の湯
  - 交通：第一郷の湯と同様、八方ターミナル下車。

- みみずくの湯
  - 交通：白馬駅より徒歩約10分。
  - 露天風呂正面に白馬三山を眺めながら入浴できる。

- おびなたの湯
  - 交通：白馬駅より路線バス猿倉行で約15分、小日向の湯下車。駐車場あり。
  - 山中の露天風呂。源泉に最も近く、pH11.5は当浴場による計測数値である。
  - 近くには当浴場の源泉タンクから溢れた温泉を引いて利用している野天風呂「小日向（おびなた）の湯の野湯」（混浴）がある。

さらに上記の浴場のほか、足湯が2ヶ所ある。

## 歴史
白馬鑓温泉からの引湯で温泉を開こうとしたが実現せず、1982年5月にボーリングを実施して温泉を掘り当てた。

## アクセス
- 鉄道：JR大糸線白馬駅すぐ（最も近い施設、各施設の詳細は後述の#温泉街を参照）。